# Фалль, Бай Джиби
Бай Джиби Фалль (фр. Baye Djiby Fall; род. 20 апреля 1985[…], Тиес) — сенегальский футбольный нападающий и тренер, ныне возглавляет клуб «Женерасьон Фут».

## Карьера

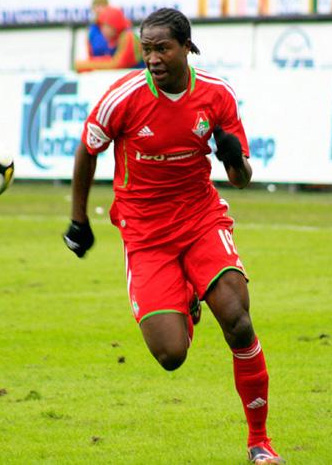
Фалль в составе московского «Локомотива» (2009 год)

Бай Джиби Фалль родился в городе Тиес, расположенном в 110 км от столицы Сенегала Дакара. В 9 лет он потерял отца. У Джиби 4 брата и сестра, он самый младший в семье. Начал играть в футбол уже в детском саду, следуя примеру своих братьев. Когда Фаллю было 12 лет, мать отвела его в футбольную школу «Снепс де Тьес», в которой он играл на протяжении 6 лет. В мае 2003 года он перешёл во французский клуб «Осер», в юношеской академии которого он играл два года. В юношеской команде «Осера» он играл с такими игроками как Юнес Кабул и Абу Диаби. За эти два года Джиби забил 26 голов. После этого играл за любительские клубы 4 французского дивизиона «Бур-ан-Бресс — Перонна» и «Витре».
В 2006 году подписал профессиональный контракт с датским «Раннерс», играющим в высшем дивизионе Дании. 27 июля 2006 года Джиби дебютировал в еврокубках, выйдя в стартовом составе в матче 1 отборочного этапа кубка УЕФА против исландского «Акранеса». 10 августа Фалль забил первый гол в еврокубках в домашнем матче 2 отборочного этапа кубка УЕФА против литовского «Каунаса» и открыл счёт в матче, закончившемся победой датчан со счётом 3:1. В этой еврокубковой компании «Раннерс» дошёл до 1 круга, где уступил турецкому «Фенербахче» по сумме двух матчей 1:5; Джиби сыграл 4 матча из 6, в которых забил дважды (второй в ворота «Фенербахче»). После достаточно успешного сезона в Дании, в течение которого Джиби забил 26 голов в 39 играх, Фалль перешёл в «Аль-Айн» из ОАЭ. Через год, в январе 2008 года игрок возвращается в Данию, заключив контракт с клубом «Оденсе».
В сезоне 2007/08 за «Оденсе» забил 7 мячей в 11 играх, один раз — 4 апреля 2008 года, в игре с «Люнгбю» — сделал хет-трик. По итогам сезона 2007/08 был признан лучшим игроком чемпионата Дании. В сезоне 2008/09 дважды (июле/августе и сентябре) признавался лучшим игроком месяца, в октябре стал вторым при определении лучшего игрока месяца. Провёл 4 игры в кубке Интертото 2008, в которых отличился трижды (все три гола забил в ворота финского ТПС). В декабре 2008 года игроком интересовался амстердамский «Аякс», рассматривая его как возможную замену ушедшему в мадридский «Реал» Класу-Яну Хюнтелару. Несмотря на это, 12 марта 2009 года Джиби Фалль за €3,5 млн перешёл в московский «Локомотив».
Фалль подписал с «Локомотивом» контракт на 3 года. 22 марта дебютировал в чемпионате России в гостевой игре 2 тура против «Ростова», выйдя на замену на 74 минуте. В дебютном матче Фалль получил оценки от газет: 5,5 от «СЭ» и 6,0 от «Советского спорта» (по 10-балльной шкале). В стартовом составе впервые вышел 12 апреля в гостевом матче 4 тура против ЦСКА. Хотя матч закончился поражением «Локо» со счётом 1:4, Фалль получил оценки 5,0 от «СЭ» и 4,5 от «Советского спорта».
Однако зимой 2010 года был отдан в аренду норвежскому «Мольде» до конца августа 2010 года. По итогам чемпионата Норвегии стал лучшим снайпером забив 16 мячей в 28 матчах. Затем был отправлен в аренду на один сезон в датский «Оденсе» (забил 6 голов в 10 матчах).
В сезоне 2012/13 поиграл в Бельгии за «Локерен» и в Германии за «Гройтер Фюрт».
2 сентября 2013 года Фалль подписал двухлетний контракт с датским «Раннерсом». По окончании контракта осенью 2015 года сыграл полсезона в Турции за клуб первой лиги «Каршияка».
3 марта 2016 года Фалль заключил договор с казахстанским клубом «Иртыш» из Павлодара.
13 февраля 2017 года Фалль присоединился к клубу американской лиги USL «Цинциннати».

## Международная карьера
20 марта 2009 года, сразу же после перехода в «Локомотив», Фалль впервые получил вызов в национальную сборную на товарищеские матчи с Оманом (28 марта) и Ираном (1 апреля).

## Достижения

### Командные
- Обладатель Кубка Бельгии: 2011/12

### Личные
- Лучший игрок чемпионата Дании: 2007/08
- Лучший игрок месяца чемпионата Дании (2): июль-август (2008/09), сентябрь (2008/09)
- Лучший бомбардир чемпионата Норвегии[8]: 2010

## Личная жизнь
Один из его старших братьев — тоже футболист, играет в Марокко. Мать живёт в Сенегале. Джиби, по собственным словам, мечтает играть в чемпионате Англии. С детства болеет за «Челси», кумиром считает Тьерри Анри. Самыми сильными игроками на своей позиции считает Дидье Дрогба, Фернандо Торреса и Самюэля Это’О.